# Neasden (stanice metra v Londýně)
Neasden je stanice metra v Londýně, otevřená 2. srpna 1880. V letech 1939-1979 se nacházela na Bakerloo Line. Dnes se nachází na lince:
- Jubilee Line (mezi stanicemi Wembley Park a Dollis Hill)

| Rok  | Počet cestujících |
| ---- | ----------------- |
| 2011 | 2,70 mil          |
| 2012 | 2,91 mil          |
| 2013 | 3,11 mil          |
| 2014 | 3,41 mil          |